# Villa La Mauresque
La villa La Mauresque se ubicada en Saint-Jean-Cap-Ferrat en los Alpes marítimos y fue remodelada en 1927 por el arquitecto americano Barry Dierks (1899 - 1960) para servir como residencia principal del novelista británico Somerset Maugham.
Rodeada de jardines y terrazas, la villa ha recibido a numerosos escritores y celebridades.

## Historia
Alrededor de 1900, el exmisionero y capellán a Leopoldo II, rey de los belgas, Félix Charmettant (1844 - 1921), compró una parcela de 4  ha en la península recientemente subdividida de cap Ferrat. Aquí se construyó en estilo árabe una villa para él por un arquitecto desconocido.
En 1927, el autor Somerset Maugham compró la propiedad y encargó al joven arquitecto estadounidense Barry Dierks para eliminar los elementos originales neo-orientales de la villa, a destacar el clasicismo las fachadas y patio, y para modernizar distribución interior para la creación de una escalera. Villa La Mauresque convirtió en la residencia principal de Maugham hasta su muerte en 1965.
Convirtiéndose en una parada casi obligatoria para literatos y la sociedad de la Riviera, La Mauresque, desde el punto de adquisición de Maugham, recibió la mayoría de las celebridades que visitaron la Riviera: Winston Churchill, el duque y duquesa de Windsor, Lord Beaverbrook y el Aga Khan se mezclaron con figuras literarias como T. S. Eliot, H. G. Wells, Rudyard Kipling, Ian Fleming, Noel Coward y hasta Virginia Woolf.
Maugham y su pareja Gerald Haxton - que fue seguido por otras parejas después de la muerte de Haxton en 1944 - recibieron numerosos artistas y hombres de la comunidad gay. La última pareja de Maugham, Allan Searle, heredó los bienes de fortuna y la villa de Maugham.
En 1967, la villa fue comprada por la estadounidense, Lynn Wyatt, una figura prominente en la sociedad internacional. Las fachadas y el diseño interior se modificaron - mientras que conserva el estilo clásico - en este momento por el arquitecto francés Marcel Guilgot.

## Descripción
La Mauresque se organiza alrededor de un patio central rectangular. Dos galerías superpuestas, incluyendo una que es porticada y el otro, en la planta baja, que está vidriada, rodean este patio. La fachada de la entrada está marcada por una porte-cochère con columnas. Una torre marca la esquina sureste del edificio. 
Las fachadas sombrías, que carecen de cualquier ornamentación, son de estuco pintado de blanco. El techo es de tejas, con excepción de la terraza, que es de cemento.
El interior, en la planta baja, la cual se modificó durante la renovación de 1967, incluye un vestíbulo semicircular grande (anteriormente el comedor), un salón, cocina y cuartos de servicio. La torre albergó la biblioteca. En la primera planta, que es servido por un ascensor, hay siete dormitorios y cuatro cuartos de baño, así como cuartos de servicio, y lavandería. Una escalera conduce a la terraza.

## Estado actual
La villa La Mauresque es una residencia privada ubicada en 2 boulevard du Général-de-Gaulle, Saint-Jean-Cap-Ferrat en el barrio “Le Sémaphore.” La villa ha sido clasificada con el Inventaire général du patrimoine culturel desde noviembre de 2008.
Los jardines de la villa fueron el objeto de una clasificación separada, que se ocurrió al mismo tiempo que la de la villa.